# Hitlerbauten

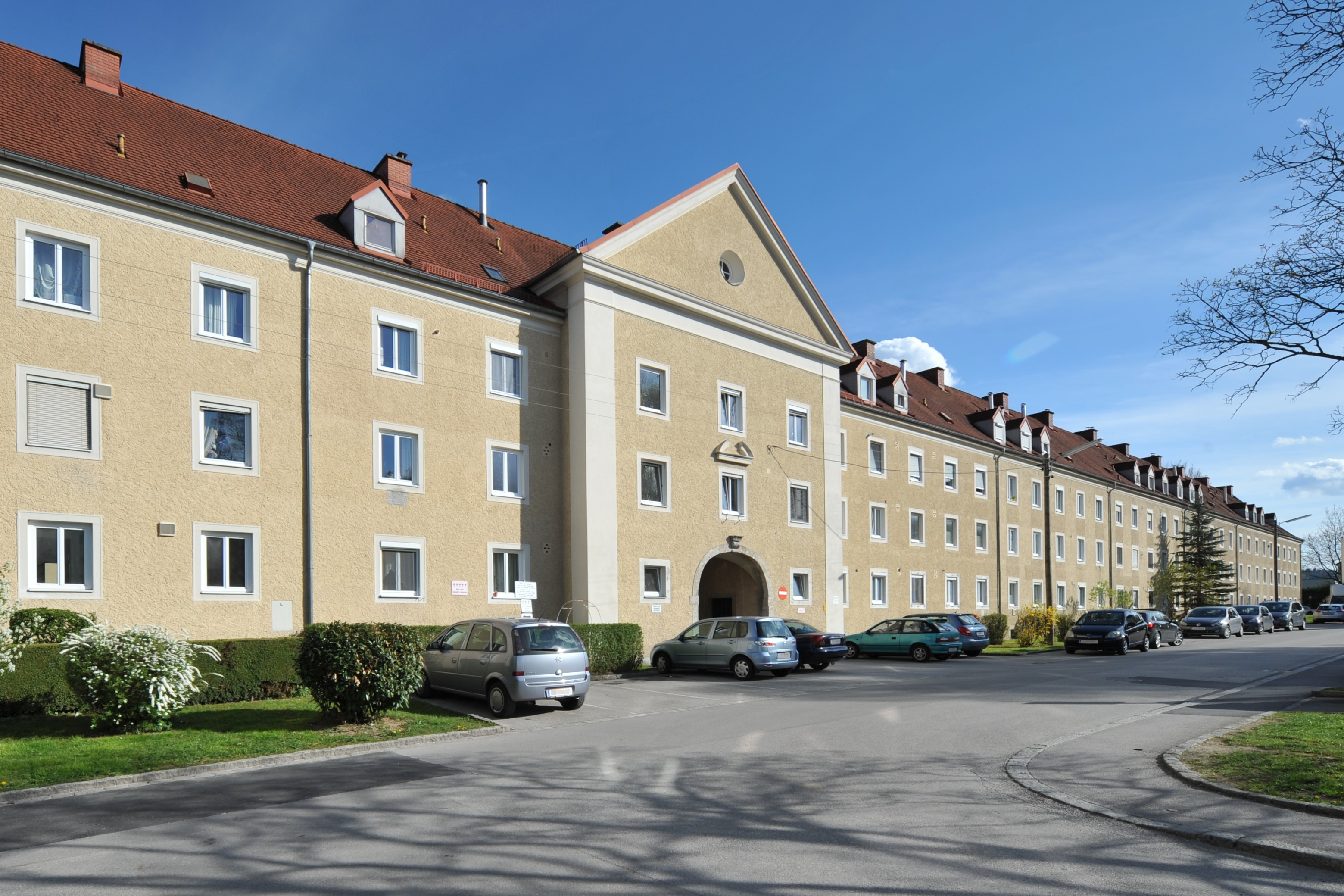
Bachlfeldsiedlung, Urfahr

Als Hitlerbauten werden die Wohnbauten in Linz, die während der Zeit des Nationalsozialismus geplant bzw. erbaut wurden, bezeichnet. Vor allem in den Stadtteilen Bindermichl, Spallerhof und Urfahr, aber auch in anderen Teilen der Stadt wurden zahlreiche „Hitlerbauten“ errichtet.
Auch in anderen oberösterreichischen Städten ist diese Bezeichnung für Wohnbauten aus der NS-Zeit üblich, etwa in Steyr (Stadtteil Münichholz).

## Geschichte
Der Wohnbau ist eine Folge der Industrieansiedlung in Linz in der NS-Zeit (Reichswerke Hermann Göring, Stickstoffwerke etc.), welche die seit der Zwischenkriegszeit vorhandene Wohnungsnot noch weiter verschärfte. Die Bevölkerungszahl von Linz stieg von 112.000 Einwohnern im Jahr 1938 auf knapp 200.000 im Jahr 1945. Es wurden gleichzeitig 11.000 neue Wohnungen gebaut. Für die Bauarbeiten wurden auch Zwangsarbeiter und Kriegsgefangene herangezogen und das Material im KZ Mauthausen und Nebenlagern hergestellt.
Um den großflächigen Ausbau der Gebäude zu beginnen und zu organisieren, wurde am 25. März 1939 die "Stiftung Wohnungsbau Linz a.D." gegründet. Dabei handelte es sich um eine Privatstiftung Hitlers, die offiziell per Führererlass gegründet wurde. Mitglieder waren Gauleiter August Eigruber, der spätere Oberbürgermeister Leopold Sturma und der kurz vorher zum Reichsbaurat ernannte Roderich Fick. Die Stiftung unterstand Hitlers persönlicher Aufsicht. Am 31. März 1939 wird Helmut von Hummel, Martin Bormanns Vertrauter und "Privatsekretär", auf dessen Betreiben hin Geschäftsführer der Stiftung.
Die Generalplanung oblag zum Großteil dem Architekten Roderich Fick. Ausgeführt wurden die Bauten von verschiedenen Planern, wie Armin Sturmberger, Fritz Fanta, Herbert Rimpl und Hans Arndt sowie von Roderich Fick selbst. Einige dieser Bauten stehen unter Denkmalschutz.
Große Innenhöfe mit Grünflächen sind typisch für die Hitlerbauten. Neben den großen Wohnblöcken für die Arbeiterschaft, die architektonisch dem Heimatschutzstil unter Anlehnung an die Form oberösterreichischer Vierkanthöfe einzuordnen sind, wurden auch Ein- und Mehrfamilienhäuser für leitende Angestellte, Offiziere etc. in Siedlungen errichtet. Die unvollendeten bzw. kriegsbeschädigten Bauten wurden nach dem Krieg fertiggestellt.

## Siedlungen

### Linz
| Foto |                 | Baujahr   | Name                  | Standort | Beschreibung | Metadaten                  |
| ---- | --------------- | --------- | --------------------- | --- | --- | -------------------------- |
| ja   | Datei hochladen | 1942      | Aubergsiedlung        | Pfeifferstraße 12–20, Landgutstraße 33–35, Nißlstraße 13–15, 14, Am Teich 2–30, 27–31 Standort                                                                                        | Architekt: Fritz Fanta Anmerkung: Eigentümer: GWG Linz | P84(Architekt): P131(Ort): |
| ja   | Datei hochladen | 1940–1941 | Auhofsiedlung         | Aubrunnerweg 1–43, Altenberger Straße 50–56 Standort | Ehemalige Infanteriekaserne Auhof, Architekt: Roderich Fick Anmerkung: Eigentümer: Wohnungseigentum, diverse Eigentümer                                                                                           | P84(Architekt): P131(Ort): |
| ja   | Datei hochladen | 1940–1943 | Bachlfeldsiedlung     | Im Bachlfeld 22–38c, Keplerstraße 22–36 Standort | Architekten: Bruno Biehler (Im Bachlfeld), Heinrich Rettig (Keplerstraße) Anmerkung: Eigentümer: GWG Linz | P84(Architekt): P131(Ort): |
| ja   | Datei hochladen | 1940–1945 | Bindermichlsiedlung   | ganzer Stadtteil, begrenzt von den Straßenzügen Hanuschstraße / Ramsauerstraße / Am Grubbichl / Mörikeweg Standort                                                                    | Architekt: Herbert Rimpl Anmerkung: Eigentümer: WAG Wohnungsanlagen | P84(Architekt): P131(Ort): |
| ja   | Datei hochladen | 1940      | Froschbergsiedlung    | ganzer Stadtteil, begrenzt von den Straßenzügen Ziegeleistraße / Roseggerstraße / Regerstraße / Kudlichstraße / Johann-Strauß-Straße Standort                                         | Architekten: Armin Sturmberger, Herbert Rimpl, Philipp Holzmann, Mauriz Balzarek; Hauptbauträger war die Reichsbahnsiedlungsgesellschaft mit 620 Wohnungen Anmerkung: Eigentümer: EBS Eisenbahner Wohnungsanlagen | P84(Architekt): P131(Ort): |
| ja   | Datei hochladen | 1940      | Gründbergsiedlung     | Am Anger, Am Alten Feldweg, In der Stockwiesen, In der Scheibenwiesen, In der Lackerwiesen, Blindwiesen Standort                                                                      | Architekt: Roderich Fick, Teile stehen unter Denkmalschutz Anmerkung: Eigentümer: GWG Linz | P84(Architekt): P131(Ort): |
| ja   | Datei hochladen | 1938–1941 | Guglsiedlung          | Roseggerstraße 17–23, 35–39, Schiedermayrweg 6–8, 7–17 Standort | Architekt: Hans Kampfer, Hans Feichtlbauer Anmerkung: Eigentümer: Wohnungseigentum, diverse Eigentümer | P84(Architekt): P131(Ort): |
| ja   | Datei hochladen | 1940–1942 | Harbachsiedlung       | Leonfeldner Straße 66–130 und 99–107c Standort | „Führersiedlung“ mit 840 von geplanten 1800 Wohnungen, Architekt: Roderich Fick, steht unter Denkmalschutz Anmerkung: Eigentümer: GWG Linz                                                                        | P84(Architekt): P131(Ort): |
| ja   | Datei hochladen | 1941      | Hartmayrsiedlung      | Leonfeldner Straße, Freistädter Straße, Linke Brückenstraße, Am Hartmayrgut, Peuerbachstraße, Heilhamer Straße, Prager Straße Standort                                                | Architekt: Roderich Fick Anmerkung: Eigentümer: GWG Linz | P84(Architekt): P131(Ort): |
| ja   | Datei hochladen |           | Kaplanhofsiedlung     | ganzer Stadtteil, begrenzt von den Straßenzügen Lederergasse / Gruberstraße / Körnerstraße / Holzstraße Standort                                                                      | Architekten: Fabigan & Feichtinger, Schrade, Walter Brossmann, Herbert Soche, Eugen Wachberger, Josef Ertl, 648 Wohnungen Anmerkung: Eigentümer: überwiegend GWG Linz                                             | P84(Architekt): P131(Ort): |
| ja   | Datei hochladen |           | Karlhofsiedlung       | begrenzt von den Straßenzügen Leonfeldner Straße / Weigunystraße / Marianweg / Hölderlinstraße Standort                                                                               | Architekten: Fritz Fanta, Eduard Dittrich Anmerkung: Eigentümer: überwiegend GWG Linz | P84(Architekt): P131(Ort): |
| ja   | Datei hochladen | 1939      | Keferfeldsiedlung     | ganzer Stadtteil, begrenzt von den Straßenzügen Losensteinerstraße / Hummelhofstraße / Preglstraße / Gruentalerstraße / Landwiedstraße / Meggauerstraße / Schaunbergerstraße Standort | Architekt: Herbert Rimpl Anmerkung: Eigentümer: GWG Linz | P84(Architekt): P131(Ort): |
| ja   | Datei hochladen | 1939      | Makartviertel         | Makartstraße, Lissagasse, Wiener Straße, Richard-Wagner-Straße Standort | Architekt: Herbert Rimpl Anmerkung: Eigentümer: WAG Wohnungsanlagen | P84(Architekt): P131(Ort): |
| ja   | Datei hochladen | 1943      | Rothenhofsiedlung     | Leonfeldner Straße 57–69, Hauserstraße 1–11, Merianweg, Kubinweg Standort | Architekt: Roderich Fick, 250 Wohnungen für Angestellte der Reichspost Anmerkung: Eigentümer: Neue Heimat Oberösterreich                                                                                          | P84(Architekt): P131(Ort): |
| ja   | Datei hochladen | 1941      | Schörgenhubsiedlung   | ganzer Stadtteil Neue Heimat, begrenzt von den Straßenzügen Dauphinestraße / Siemensstraße / Rohrmayrstraße / Flötzerweg Standort                                                     | Architekt: Fritz Norkauer, 350 von 1800 geplanten Wohnungen wurden bis 1945 errichtet Anmerkung: Eigentümer: Neue Heimat Oberösterreich                                                                           | P84(Architekt): P131(Ort): |
| ja   | Datei hochladen | 1940      | Siedlung Kleinmünchen | ganzer Stadtteil, begrenzt von den Straßenzügen Dauphinestraße / Wiener Straße / Wimmerstraße / Dürerstraße / Simonystraße Standort                                                   | Architekten: Hans Arndt, Herbert Rimpl Anmerkung: Eigentümer: überwiegend Vereinigte Linzer Wohnungsgenossenschaften                                                                                              | P84(Architekt): P131(Ort): |
| ja   | Datei hochladen |           | Spallerhofsiedlung    | ganzer Stadtteil, begrenzt von den Straßenzügen Muldenstraße / Müller-Guttenbrunn-Straße / Scheibenpogenstraße / Zinöggerweg Standort                                                 | Anmerkung: Eigentümer: überwiegend WAG Wohnungsanlagen | P84(Architekt): P131(Ort): |
| BW   | Datei hochladen |           | Wambachsiedlung       | Kremsmünsterer Straße / Lenkstraße / Salisstraße Standort | [ 22 ] | P84(Architekt): P131(Ort): |

### Leonding
| Foto |                 | Baujahr | Name         | Standort                                          | Beschreibung | Metadaten                  |
| ---- | --------------- | ------- | ------------ | ------------------------------------------------- | ------------ | -------------------------- |
| ja   | Datei hochladen |         | Flaksiedlung | In der Flaksiedlung, Welser Straße 23–33 Standort |              | P84(Architekt): P131(Ort): |

### Steyr
| Foto |                 | Baujahr   | Name               | Standort | Beschreibung                                                        | Metadaten                  |
| ---- | --------------- | --------- | ------------------ | --- | ------------------------------------------------------------------- | -------------------------- |
| ja   | Datei hochladen | 1938–1944 | Münichholzsiedlung | ganzer Stadtteil, begrenzt von der Enns und den Straßenzügen Leo-Gabler-Straße / Erwin-Puschmann-Straße / August-Hilber-Straße / Schumannstraße / Johann-Prinz-Straße / Otto-Pensel-Straße / Dr.-Alfred-Klar-Straße Standort | Architekt: Herbert Rimpl Anmerkung: Eigentümer: WAG Wohnungsanlagen | P84(Architekt): P131(Ort): |

### Wels
| Foto |                 | Baujahr   | Name                | Standort                                                       | Beschreibung                             | Metadaten                  |
| ---- | --------------- | --------- | ------------------- | -------------------------------------------------------------- | ---------------------------------------- | -------------------------- |
| ja   | Datei hochladen | 1938–1942 | Siedlung Vogelweide | Heimstättenring / Vogelweiderstraße / Laahener Straße Standort | Anmerkung: Eigentümer: Welser Heimstätte | P84(Architekt): P131(Ort): |
|      | Datei hochladen | 1938–1942 | Siedlung Neustadt   | Südtirolerstraße                                               |                                          | P84(Architekt): P131(Ort): |
|      | Datei hochladen | 1938–1942 | Siedlung Lichtenegg | Koordinaten fehlen! Hilf mit.                                  |                                          | P84(Architekt): P131(Ort): |

### St. Valentin
| Foto |                 | Baujahr   | Name               | Standort | Beschreibung | Metadaten                  |
| --- | --------------- | --------- | ------------------ | --- | ------------ | -------------------------- |
| [[Vorlage:Bilderwunsch/code!/C:48.170683,14.516774!/D:Nibelungensiedlung Wohnsiedlung der Nibelungenwerke im Stadtteil Langenhart, begrenzt von den Straßenzügen Gernotstraße / Langenharter Straße / Siegfriedstraße und der Bahnstrecke St. Valentin – Kleinreifling!/\|BW]] | Datei hochladen | 1939–1942 | Nibelungensiedlung | Wohnsiedlung der Nibelungenwerke im Stadtteil Langenhart, begrenzt von den Straßenzügen Gernotstraße / Langenharter Straße / Siegfriedstraße und der Bahnstrecke St. Valentin – Kleinreifling Standort |              | P84(Architekt): P131(Ort): |
| BW | Datei hochladen | 1939–1942 | Siedlung Herzograd | Wohnsiedlung der Nibelungenwerke im Stadtteil Herzograd Standort |              | P84(Architekt): P131(Ort): |